# Aleksej Območaev
Aleksej Aleksandrovič Območaev (in russo Алексей Александрович Обмочаев?; Kislovodsk, 22 maggio 1989) è un pallavolista russo.
Gioca nel ruolo di libero nel Belogor'e.

## Carriera
La carriera di Aleksej Območaev inizia a livello giovanile con lo SDJUŠOR Start, squadra della sua città natale, Kislovodsk. Dopo undici anni, nel 2006 inizia la carriera professionistica col Neftečimik di Salavat, col quale gioca nella Lega Maggiore A. Viene così ingaggiato dallo Zenit-Kazan, col quale compete per due stagioni con la formazione giovanile, impegnata in Lega Maggiore B, facendo anche qualche apparizione con la prima squadra nel corso della Champions League 2007-08. Nel 2008 si classifica al terzo posto al campionato europeo under 20, dove riceve i premi di miglior ricevitore e miglior libero della competizione. Nella stagione 2009-10 viene ceduto in prestito alla Dinamo-Jantar, con la quale debutta in Superliga.
Nella stagione 2010-11 rientra allo Zenit-Kazan, vincendo subito lo scudetto e la Supercoppa russa. Durante l'estate del 2011 fa parte della nazionale universitaria vincitrice della medaglia d'oro alla XXVI Universiade, prima di debuttare in nazionale maggiore ed aggiudicarsi successivamente la Coppa del Mondo. La stagione successiva vince scudetto, Supercoppa e Champions League, ricevendo il premio di miglior libero. Durante l'estate del 2012 vince la medaglia d'oro ai Giochi della XXX Olimpiade di Londra. Nella stagione 2012-13 vince la terza supercoppa nazionale consecutiva.
Nella stagione 2013-14 passa alla Dinamo Mosca, dove resta per tre annate e con cui vince la Coppa CEV 2014-15, venendo tuttavia svincolato nel marzo 2016 per motivi disciplinari. Si accasa quindi a metà della stagione 2016-17 al Belogor'e, sempre in Superliga, aggiudicandosi la Coppa CEV 2017-18 e la Challenge Cup 2018-19.

## Vita privata
È stato sposato con la pallavolista Natalija Hončarova: i due hanno divorziato nel gennaio 2016.

## Palmarès

### Club
- Campionato russo: 2

2010-11, 2011-12
- Supercoppa russa: 3

2010, 2011, 2012
- Champions League: 1

2011-12
- Coppa CEV: 2

2014-15, 2017-18
- Challenge Cup: 1

2018-19

### Competizioni Nazionali
- Campionato europeo under 20 2008
- Universiade 2011

### Premi individuali
- 2008 - Campionato europeo under 20: Miglior ricevitore
- 2008 - Campionato europeo under 20: Miglior libero
- 2012 - Champions League: Miglior libero